# Megachile auriculata
Megachile auriculata är en biart som först beskrevs av Gupta 1989.  Megachile auriculata ingår i släktet tapetserarbin, och familjen buksamlarbin. Inga underarter finns listade i Catalogue of Life.